# موجانگ استودیوز
موجانگ استودیوز (به سوئدی: Mojang Studios) یک شرکت توسعه‌دهنده بازی‌های ویدئویی سوئدی واقع در استکهلم، سوئد است که توسط طراح مستقل بازی‌های ویدئویی، مارکوس پرسون در سال ۲۰۰۹ با نام موجانگ اسپسیفیکیشنز (به انگلیسی: Mojang Specifications) برای توسعه و انتشار بازی ویدئویی در سبک سندباکس و بقا با نام ماینکرفت تأسیس شد. این استودیو نام خود را از سرمایه‌گذاری قبلی بازی ویدئویی که پرسون دو سال قبل ترک کرده بود، به نام «Code Club AB» به ارث برد. پس از انتشار بازی، پرسون در همکاری با جیکوب پورسر، در اواخر سال ۲۰۱۰ این تجارت را با نام موجانگ اِی‌بی (به انگلیسی: Mojang AB) تلفیق کرد.
با تمایل به ادامهٔ بازی، پرسون پیشنهاد فروش سهم خود در موجنگ را داد و شرکت در نوامبر ۲۰۱۴ توسط مایکروسافت خریداری شد. پرسون، پورسر و مَنِه متعاقباً موجنگ را ترک کردند و جوناس مارتنسون جایگزین منه شد. در مهٔ ۲۰۲۰، موجنگ به موجنگ استودیو تغییر نام داد. موجانگ درسال ۲۰۰۹ بازی ماینکرافت را ساخت

## بازی‌های طراحی شده
| سال  | نام               | سبک(ها)                       | پلتفرم(ها)                                                                                                | نکات                      |
| ---- | ----------------- | ----------------------------- | --- | ------------------------- |
| ۲۰۱۱ | ماینکرفت          | سندباکس، بقا                  | اندروید، Fire OS, iOS, Linux, macOS, Microsoft Windows, Raspberry Pi, tvOS, Windows Phone                 | —                         |
| ۲۰۱۴ | Caller's Bane     | Digital collectable card game | Android, macOS, Microsoft Windows                                                                         | Originally titled Scrolls |
| ۲۰۱۶ | Crown and Council | Strategy                      | Linux, macOS, Microsoft Windows                                                                           | —                         |
| ۲۰۲۰ | ماینکرفت دانجنز   | Dungeon crawler               | Microsoft Windows, Nintendo Switch, PlayStation 4, Xbox One                                               | —                         |
| ۲۰۱۶ | ماینکرفت لجندز    | Open World                    | 4, Steam, Windows 11\|10, PC Game Pass, Xbox Game Pass, Xbox Series X\|S, Xbox One, and Xbox Cloud Gaming | —                         |

## جایزه‌ها
- March Developers' Showdown 2011[۱]